# Don't Leave Me Now (Supertramp)
Don't Leave Me Now è un singolo del gruppo musicale britannico Supertramp, pubblicato nel 1982 come secondo estratto dall'album ...Famous Last Words....

## Descrizione
Il lato A del singolo, Don't Leave Me Now, è stato scritto da Roger Hodgson. 
Il singolo ottenne un considerevole successo sul mercato statunitense ed europeo, e rimane tutt'oggi uno dei maggiori successi del gruppo.

## Tracce
1. Don't Leave Me Now – 6:25
2. Waiting So Long – 6:32

Durata totale: 12:57